# Donggushan Linchang (bondby i Kina, Jiangxi Sheng, lat 29,44, long 115,94)
Donggushan Linchang är en bondby i Kina. Den ligger i provinsen Jiangxi, i den sydöstra delen av landet, omkring 84 kilometer norr om provinshuvudstaden Nanchang. Antalet invånare är 317. Befolkningen består av 151 kvinnor och 166 män. Barn under 15 år utgör 26,0 %, vuxna 15-64 år 64 %, och äldre över 65 år 9,0 %.
Runt Donggushan Linchang är det ganska tätbefolkat, med 248 invånare per kvadratkilometer. Närmaste större samhälle är Liaohua, 7,2 km sydost om Donggushan Linchang. Trakten runt Donggushan Linchang består till största delen av jordbruksmark.
Genomsnittlig årsnederbörd är 2 141 millimeter. Den regnigaste månaden är maj, med i genomsnitt 334 mm nederbörd, och den torraste är januari, med 59 mm nederbörd.